# Push Proxy Gateway

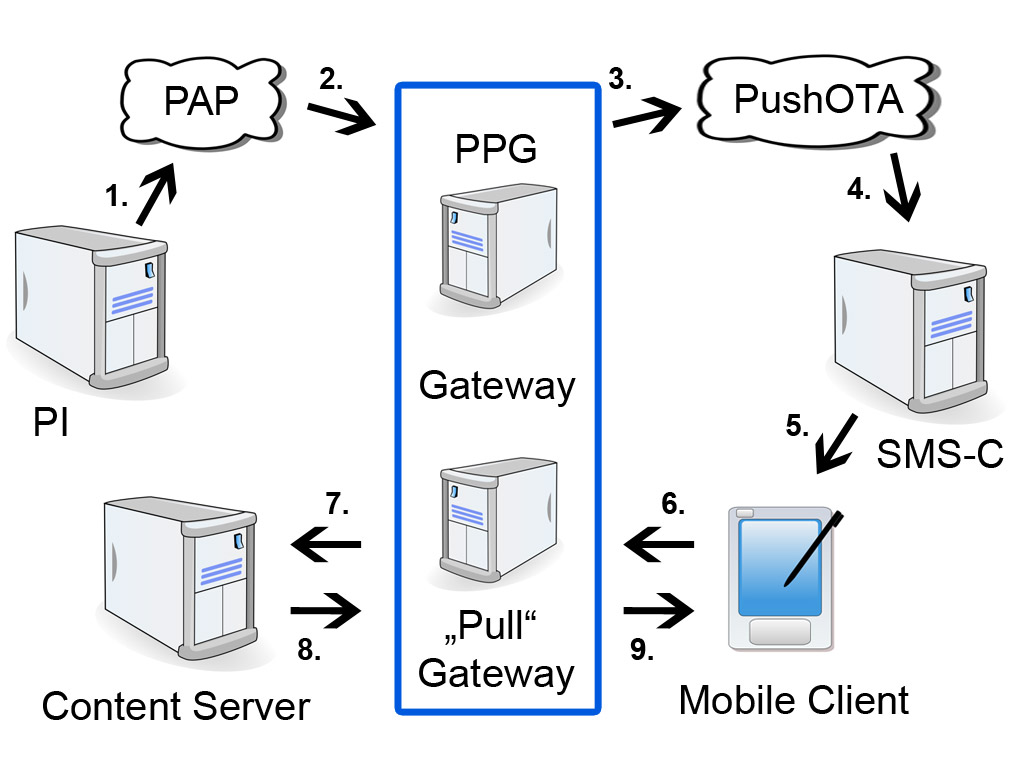
Zpracování WAP Push požadavku

Push Proxy Gateway je část WAP brány, která doručuje URL notifikace na mobilní telefony. Notifikace obvykle obsahuje MMS, e-mail, IM, soubor se zvoněním nebo oznámení o nové verzi firmwaru. Doručení většiny notifikací signalizuje většina telefonů zvukovým signálem. Notifikace je obvykle textový řetězec obsahující URL odkaz. Push procesem se do mobilního zařízení přenáší pouze notifikace; zařízení musí provést download nebo zobrazení www stránky uvedené v notifikaci (činnosti 6-9 na obrázku vpravo).

## Technické standardy

### PUSH na PPG
Push Iniciátor posílá push zprávu na Push Proxy Gateway v podobě HTTP POST požadavku. V jeho těle je multipartní XML dokument, jehož první část tvoří PAP (Push Access Protocol) a druhá část je buď Service Indication nebo Service Loading.
```
 +---------------------------------------------+  
 | HTTP POST                                   |  \
 +---------------------------------------------+   |  WAP
 | PAP XML                                     |   |  PUSH
 +---------------------------------------------+   |  Flow
 | Service Indication nebo Service Loading XML |  /
 +---------------------------------------------+
```

#### POST
POST obsahuje minimálně URL, které se posílá (není standardní pro různé PPG dodavatele) a typ obsahu.
Příklad PPG POST:
```
POST /somelocation HTTP/1.1
Host: ppg.somecarrier.com
Content-Type: multipart/related; boundary=hranice-části-zprávy; type="application/xml"

```

#### PAP
PAP XML obsahuje minimálně elementy <pap>, <push-message> a <address>.
Příklad PAP XML:
```
--hranice-části-zprávy
Content-Type:
 
application/xml

<?xml version="1.0"?>

<!DOCTYPE pap PUBLIC "-//WAPFORUM//DTD PAP 1.0//EN" "http://www.wapforum.org/DTD/pap_1.0.dtd">

<pap>

<push-message
 
push-id=
"some_push_id"
>

<address
 
address-value=
"WAPPUSH=+12065551212/TYPE=PLMN@ppg.somecarrier.com"
 
/>

</push-message>

</pap>

```

Nejdůležitějšími částmi PAP zprávy je adresa (address-value) a typ. Adresa je obvykle MSISDN a typ udává, zda se má zpráva poslat na MSISDN (obvyklejší případ) nebo na IP adresu. TYPE je skoro vždy MSISDN, protože Push Iniciátor (PI) obvykle nezná IP adresu mobilní stanice, která bývá dynamická. Při použití IP adresy má TYPE tvar:
```
TYPE=USER@a.b.c.d

```

Další vlastnosti PAP popisuje Push Access Protocol.

#### Service Indication
PUSH Service Indication (SI) obsahuje minimálně elementy <si> a <indication>.
Příklad Service Indication:
```
--hranice-části-zprávy
Content-Type:
 
text/vnd.wap.si

<?xml version="1.0"?>

<!DOCTYPE si PUBLIC "-//WAPFORUM//DTD SI 1.0//EN" "http://www.wapforum.org/DTD/si.dtd">

<si>

<indication
 
si-id=
345532
 
href=
"http://mmsc.somecarrier.com/CFJIOJF43F"
>

Byla
 
Vám
 
doručena
 
MMS
 
zpráva,
 
chcete
 
ji
 
zobrazit?

</indication>

</si>

```

Pro zkrácení zprávy se používá Content-Type: application/vnd.wap.sic a zpráva se přenáší binárně zakódovaná.

### PPG doručení mobilní stanici
Když PPG přijme push zprávu od Push Iniciátora, má na výběr dvě metody pro její doručení mobilní stanici: pokud zná IP adresu mobilní stanice, může použít přímé doručení pomocí IP infrastruktury. Tato metoda se nazývá „Spojovaný Push“. Jestliže PPG IP adresu mobilní stanice nezná, musí zprávu doručit pomocí SMS služby. Tato metoda se nazývá „Nespojovaný Push“.

#### Nespojovaný Push
Nespojovaný push používá pro doručení notifikace SMS infrastrukturu. Aby PPG mohlo doručit zprávu na mobilní stanici, musí mít propojení s SMSC. PPG se obvykle připojuje k lokálnímu mechanismu pro řazení SMS do front a který se připojuje k SMSC poskytovatele. Tento mechanismus musí umožňovat vytváření front zpráv při výpadku SMS infrastruktury a měl by podporovat omezování rychlosti a množství posílaných zpráv.
Protože WAP Push požadavek bývá větší než maximální velikost SMS zprávy, bývá rozdělena do několik segmentů, které jsou doručeny na mobilní telefon jako samostatné SMS zprávy, které telefon po doručení složí.

#### Spojovaný Push
Spojovaný push (pokud jej podporuje zařízení a síť) nevyžaduje SMSC BIND, jestliže brána zná IP adresu mobilní stanice. Jestliže brána není schopna zjistit IP adresu telefonu nebo není schopna se k němu připojit, push notifikace bude poslána jako SMS.
Spojovaný push se z různých důvodů používá méně často než nespojovaný push:
- I když je mobilní zařízení zaregistrováno v síti, nemusí mít navázanou datovou relaci (ve sítích GSM se jedná o PDP Context).
- Pro spojovaný push se musí udržovat zvláštní tabulka MSISDN→IP.
- PPG nebo jiná část brány musí pro použití spojovaného push protokolu komunikovat s účtovacím systémem (např. protokolem RADIUS).

### Další PUSH atributy
- Push notifikace může být potvrzovaná nebo nepotvrzovaná. Potvrzení se vyžádá uvedením hodnoty „confirmed“ v poli quality-of-service. Většina operátorů používá nepotvrzovaný push, protože má nižší nároky na síť.
- Push notifikace může mít omezenou dobu platnosti, která se nastavuje položkou deliver-before-timestamp v elementu push-message.

Existuje množství dalších atributů, které jsou podrobně popsány ve standardech – viz web Open Mobile Alliance a další.

## Standardy
- WAP Push Architectural Overview[2] - definuje architekturu použitou pro WAP Push technologii
- Push Access Protocol Specification[3] – definuje protokol, kterým Push Iniciátor komunikuje s PPG
- Push Proxy Gateway Service Specification[4] – definuje funkcionalitu PPG a způsob, jak interaguje s protokoly PAP Push-OTA
- Push OTA Protocol Specification[5] – definuje protokol, kterým PPG komunikuje s push klienty
- Push Message Specification[6] – definuje end-to-end vlastnosti push zprávy
- Service Indication Specification[1] – definuje content type zpráv, které oznamují uživateli, že na serveru jsou nové informace
- Service Loading Specification[7] – definuje content type zpráv, které instruují klienta, aby samostatně načetl data ze zadaného URI ze serveru
- Cache Operation Specification[8] – definuje content type zpráv, které instruují klienta, aby zneplatnil data ve své paměti

## Dodavatelé PPG
Mezi dodavatele PPG patří Azetti, Alcatel, Ericsson, Gemini Mobile Technologies, Huawei, Nokia Siemens Networks, Openwave, WIT Software, Xura, ZTE a open source Kannel.